# 下扎伊姆卡市镇
下扎伊姆卡市镇（俄语：Нижнезаимское муниципальное образование）是俄罗斯联邦伊尔库茨克州泰舍特区所属的一个市镇。其下辖有个居民点，行政中心为下扎伊姆卡。据2016年统计，该市镇的人口为441人。